# Isha Sesay
Isha Isatu Sesay (London, Ujedinjeno Kraljevstvo, 6. siječnja 1976.), bolje poznata samo kao Isha Sesay je britanska novinarka i voditeljica podrijetlom iz Sijere Leone koja radi za CNN International. Bazirana je u svjetskom sjedištu CNN-a u Atlanti, Georgiji, Sjedinjenim Američkim Državama. Ona je voditeljica informativnih programa CNN NewsCenter i BackStory. Kao dodatni rad u CNN Internationalu, stalna je voditeljica dnevnika 360 Bulletin u informativnoj emisiji Anderson Cooper 360°.

## Raniji život
Isha Isatu Sesay je rođena 6. siječnja 1976. godine u Londonu, Ujedinjenom Kraljevstvu kao jedna od troje djece, imajući stariju sestru i mlađeg brata. Većinu svog djetinjstva je živjela u Sijeri Leone. Njena majka Kadi Sesay je bivša predavačica na Fourah Bay Collegeu koja je ušla u politiku 1992. godine kao savjetnica vlade Valentinea Strassera. Njen otac koji je bio savjetnik u tvrtki SLPMB (Sierra Leone Produce Marketing Board), preminuo je 1988. godine.
Sesay se preselila u Sijeru Leone kad je napunila sedam godina. Tamo je pohađala školu Fourah Bay College u gradu Freetown. Sa šesnaest godina vratila se u Ujedinjeno Kraljevstvo pohađati Trinity College u Cambridgeu gdje je studirala engleski jezik. U početku je htjela postati glumica inspirirana mnogim zvijezdama, a kasnije je odlučila biti televizijska voditeljica. U zadnjoj godini školovanja započela je tražiti posao.

## Karijera
Nakon što je diplomirala, započela je svoju televizijsku karijeru kao istraživačica za BBC-jev talk show političara Roberta Kilroy-Silka. U početcima je bila samo volonter bez plaće, te je kasnije dobila puno radno vrijeme s plaćom. Godine 1998. se preselila u Glasgow gdje je radila za BBC Scotland. Nakon dugog vremena iza kamere dobila je posao kao televizijska voditeljica na programu BBC Choice. Bila je voditeljica na raznim televizijskim programima kao što su BBC, CNN i TWI, prije nego što se pridružila British Sky Broadcastingu u ožujku 2002. godine. Isha je tamo provela tri godine kao voditeljica emisije Good Morning Sports Fans na programu Sky Sports News. Tijekom tog perioda upoznala je boksača Michaela Watsona, intervjuirala je Ellen MacArthur, te je putovala s nogometnim klubom Arsenal F.C. na prijateljsku utakmicu na Reebok Stadium, podržati zakladu Nwankwo Kanua.